# Jerzy Kępiński (poseł)
Jerzy Kępiński (ur. 10 maja 1922 w Radomsku, zm. 22 lipca 2006) – polski ślusarz, poseł na Sejm PRL IV i V kadencji.

## Życiorys
Uzyskał średnie wykształcenie, z zawodu ślusarz narzędziowy. Był zatrudniony jako starszy mistrz narzędziowy w Zakładach Radiowych „Diora” w Dzierżoniowie. W 1965 i 1969 uzyskiwał mandat posła na Sejm PRL w okręgu Ząbkowice Śląskie. W trakcie IV kadencji zasiadał w Komisji Zdrowia i Kultury Fizycznej, a w V w Przemysłu Ciężkiego, Chemicznego i Górnictwa.
Odznaczony Srebrnym Krzyżem Zasługi. Pochowany na cmentarzu miejskim w Białymstoku wraz z żoną Janiną (1923–1991).